# Hongcheng, Hubei
Hongcheng (kinesiska: 红城, 红城乡) är en sockenhuvudort i Kina. Den ligger i provinsen Hubei, i den centrala delen av landet, omkring 160 kilometer sydväst om provinshuvudstaden Wuhan. Antalet invånare är 81 298. Befolkningen består av 40 041 kvinnor och 41 257 män. Barn under 15 år utgör 18,0 %, vuxna 15-64 år 71 %, och äldre över 65 år 10,0 %.
Runt Hongcheng är det ganska tätbefolkat, med 214 invånare per kvadratkilometer. Hongcheng är det största samhället i trakten. Trakten runt Hongcheng består till största delen av jordbruksmark.
Genomsnittlig årsnederbörd är 1 609 millimeter. Den regnigaste månaden är april, med i genomsnitt 233 mm nederbörd, och den torraste är december, med 33 mm nederbörd.